# Jozue IV
Jozue IV (gyyz: ኢያሱ, także Iyasu, lub Ijasu) – cesarz Etiopii od 18 czerwca 1830 do 18 marca 1832 roku. Pochodził z dynastii salomońskiej i był synem Salomona III. Był marionetkowym władcą, wyniesionym na tron przez rasa Doriego z Jedżu, który zdetronizował cesarza Gigara. Jozue podczas swojego panowania organizował najazdy wzdłuż kraju. Gdy ras Ali Mały, następca rasa Doriego i jego siostrzeniec dowiedział się o najazdach Jozuego IV, pozbawił go tronu. Anglikański misjonarz ze Szwajcarii, Samuel Gobat, który przebywał w Etiopii dokładnie w latach panowania cesarza,  zanotował w swoim dzienniku, że Jozue stracił władzę z powodu działalności byłego cesarza Gigara. Miał on fałszywie zeznając oskarżyć Jozuego o zaproszenie Ali Farisa, w celu obalenia Alego Małego. Gobat napisał, że 26 listopada 1832 Gigar zmarł poprzez otrucie.